# Gare de Horobetsu
La gare de Horobetsu (幌別駅, Horobetsu-eki) est une gare ferroviaire de la ville de Noboribetsu, à Hokkaidō au Japon. La gare est exploitée par la compagnie JR Hokkaido.

## Situation ferroviaire
La gare de Horobetsu est située au point kilométrique (PK) 86,8 de la ligne principale Muroran.

## Historique
La gare de Horobetsu a été inaugurée le 1er août 1892.

## Service des voyageurs

### Accueil
La gare dispose d'un bâtiment voyageurs, avec guichets, ouvert tous les jours.

### Desserte
- Ligne principale Muroran :
  - voie 1 : direction Higashi-Muroran et Muroran
  - voies 2 et 3 : direction Tomakomai et Sapporo